# Hanns Heinz Ewers
Œuvres principales
- Mandragore
- Dans l'épouvante
- L'apprenti-sorcier

Hanns Heinz Ewers, né Hans Heinrich Ewers le 3 novembre 1871 à Düsseldorf et mort le 12 juin 1943  à Berlin, est un écrivain, réalisateur, cabarettiste et globe-trotteur allemand. Auteur de nouvelles, romans et pièces de théâtre, il a élaboré une littérature de l'étrange proche du fantastique et de l'épouvante. Ses récits, souvent macabres et érotiques, lui ont conféré une réputation d'écrivain scandaleux. Son œuvre a été interdite en 1935 par les nazis, avec lesquels il entretenait des rapports ambigus.

## Biographie
Ewers étudie à l'école maternelle et au lycée royal de Düsseldorf, puis, à partir du printemps 1888, au lycée royal de Clèves (de), où il doit changer en raison de ses mauvais résultats persistants. Le jeune garçon est rapidement entré en conflit avec le système éducatif wilhelminien. Il a de mauvaises notes en mathématiques. En revanche, il est bon en langues et en rédaction. Jusqu'à sa mort, Ewers n'a jamais pu se défaire de son aversion pour l'école et les enseignants.
Ewers s'inscrit le 2 mai 1891 à l'université Frédéric-Guillaume de Berlin en droit, comme ses modèles littéraires Heinrich Heine et Ernst Theodor Amadeus Hoffmann, qui ont tous deux également étudié le droit.
En novembre 1892, il s'inscrit à l'Université rhénane Frédéric-Guillaume de Bonn. En 1893, il étudie deux semestres à Genève. En 1894, il passe le premier examen d'État en droit à Bonn.
Ewers s'intéresse moins aux études qu'à la vie nocturne, qu'il savoure à pleines dents. Il rejoint le Corps Normannia Berlin, où il acquiert rapidement une réputation de bagarreur. Ewers participe à plusieurs mensurs dont il ressort avec de nombreuses blessures. Ewers s'inspire de ces expériences dans son roman Vampir. Après une mensur, il est cependant exclu du Normannia en juin 1892. À Bonn, il rejoignit le Corps Guestphalia, d'où il est également renvoyé sans ruban pour cause de mensurations insuffisantes. En 1932, il récupère le ruban normand. Le 9 février 1934, l'Alemannia Wien (de) lui décerne le ruban. 
Il fait ses débuts en 1901 en récitant des poèmes humoristiques sur la scène du cabaret berlinois Überbrettl, à l'époque où il entretient une liaison avec Frida Uhl. Il se lie d'amitié avec l'anarchiste Erich Mühsam, et fonde sa propre troupe, avec laquelle il part en tournée. 
Après cette période, ayant besoin d'argent pour rembourser ses dettes et financer ses projets de voyage, Ewers réalise des traductions (en particulier de textes de Villiers de l'Isle-Adam) et écrit des contes pour enfants.
Il part pour l'Amérique en 1906. Son voyage le mènera jusqu'en Haïti, où il découvre le culte vaudou.
En 1907 paraît le recueil de nouvelles Das Grauen, qui remporte un grand succès. En 1908, il séjourne en France, pays qu'il connaît depuis sa jeunesse pour y avoir déjà voyagé pendant ses vacances scolaires. Il rédige la même année sa plus célèbre nouvelle, L'Araignée.
Les années suivantes voient la parution des romans L'apprenti-sorcier et Mandragore. Il continue à voyager.
Lorsque la Première Guerre mondiale éclate, Ewers, qui se trouve alors aux États-Unis, se rapproche des nationalistes allemands, et ce malgré ses affinités avec la France. Il va même jusqu'à collaborer à la propagande allemande. Lorsque les États-Unis entrent en guerre, il est arrêté et incarcéré. Il ne peut rentrer en Allemagne qu'en 1920.
Plus par opportunisme que par antisémitisme, il adhère au parti national-socialiste en 1931. Une fois les nazis au pouvoir, il se voit confier la rédaction d'une biographie de Horst Wessel, un membre important du parti, décédé en 1930. Mais le projet se transforme bientôt en un roman « à scandale », où l'accent est mis sur les vices de Wessel. S'ensuit dans les milieux nazis une polémique qui aboutit en 1935 à une interdiction de publier. Les œuvres d'Ewers sont alors censurées. Cependant, cette compromission temporaire avec le nazisme nuira terriblement à sa postérité.

## Points de vue
Écrivain à succès avant la guerre, Ewers était cependant très mal perçu dans les milieux intellectuels. Bertolt Brecht l'a qualifié de « pornographe en vogue ». Heinrich Mann quant à lui trouvait ses récits « faussement démoniaques et intentionnellement malsains ».
Wikipedia allemand rapporte qu'il a été accusé de plagiat, du moins pour L'Araignée, qui serait inspirée d'une nouvelle d'Erckmann-Chatrian, L'œil invisible (1875-1880).

## Œuvres littéraires principales

### Romans
- L'apprenti sorcier (Der Zauberlehrling oder die Teufelsjäger, 1909)
- Mandragore (Alraune. Die Geschichte eines lebenden Wesens, 1911)
- Vampir. Un roman tout en couleurs et en lambeaux (Vampir. Ein verwilderter Roman in Fetzen und Farben, 1920)
- Der Geisterseher, 1922
- Fundvogel. Die Geschichte einer Wandlung, 1928
- Reiter in deutscher Nacht, 1932
- Horst Wessel, edition allemande 1933. Édition française 2010, aux Éditions de l'Homme Libre.

### Principaux recueils de nouvelles
- Tannhäuser crucifié (Der gekreuzigte Tannhäuser, 1901)
- C.33 und anderes, 1904
- Dans l'épouvante (Das Grauen, 1907)
- Die Besessenen. Seltsame Geschichten, 1908contient la nouvelle L'araignée
- Grotesken, 1910
- Mein Begräbnis und andere seltsame Geschichten, 1917
- Nachtmahr, Seltsame Geschichten, 1922
- Von sieben Meeren, 1928

Hanns Heinz Ewers est l'auteur d'une œuvre abondante et très diversifiée qui n'est que très partiellement traduite en français.
Il a également écrit un essai sur Edgar Allan Poe en 1905, ainsi que le libretto de l'opéra Die toten Augen (Les yeux morts) de Eugen d'Albert.

## Filmographie (choix)
- 1913 : Der Student von Prag
- 1913 : Der Verführte
- 1913 : Die Augen des Ole Brandis
- 1913 : Die Eisbraut
- 1913 : Die ideale Gattin
- 1913 : Ein Sommernachtstraum in unserer Zeit
- 1914 : Evinrude
- 1914 : Die Launen einer Weltdame
- 1918 : Alraune de Mihály Kertész (Michael Curtiz) et Ödön Fritz
- 1918 : Alraune, die Henkerstochter (nommée die rote Hanne) de Eugen Illés
- 1919 : Alraune und der Golem de Nils Chrisander
- 1926 : L'Étudiant de Prague (Remake)
- 1928 : Alraune de Henrik Galeen, avec Brigitte Helm
- 1930 : Fundvogel
- 1930 : Alraune de Richard Oswald, avec Brigitte Helm
- 1952 : Alraune de Arthur Maria Rabenalt, avec Hildegard Knef